# 김목민
김목민(金牧民, 1944년 ~)은 전주지방법원과 서울북부지방법원에서 법원장을 역임한 법조인이다.

## 생애
1944년 8월 태어나 서울 경동고등학교와 고려대학교 법학과를 졸업하고 제13회 사법시험에 합격한 김목민은 대법원 재판연구관, 서울고등법원 , 부산고등법원 등에서 부장판사에 재직하다 제주지방법원과 서울북부지방법원에서 법원장을 역임하였다. 
서울북부지방법원 법원장을 마지막으로 퇴임하여 변호사 개업을 했던 김목민은 덕성여자대학교 학교법인인 덕성학원 이사장으로 2012년 8월 21일부터 2016년 8월 2일까지 4년간 재직하면서 시민단체 등으로부터 "학교 공금을 유용한다"는 신고를 접수받은 교육부의 감사 결과 "업무와 무관한 용도로 업무추진비 7400여만 원을 유용하고, 1억원 정도의 직무수당비를 부당 수령한 것을 확인했다"며 교육부로부터 직무집행 권한이 정지되는 결정을 받자 "교육부 감사 결과가 부당하다"며 법원에 낸 가처분 신청이 인정돼 8월 17일 업무에 복귀했으나 8월 20일에 임기가 만료됐고 본안 소송은 각하됐다. 4300여 만원의 업무추진비를 사적으로 쓴 업무상 배임 혐의로 재판에 회부되어 서울중앙지방법원 형사항소1부(부장 오성우)에 의해 2017년 11월 16일에 "피고인이 사용한 돈은 덕성학원의 업무와 관련이 있다고 보기 어렵지만 피해액이 적지 않고 잘못을 시정할 기회가 있었는데도 범행을 계속했다"는 이유로 1심과 같은 벌금 500만 원을 선고받았다.